# Zil Çalınca
Zil Çalınca (Do Dzwonka) – turecki sitcom, emitowany na Disney Channel Turcja. Opowiada o uczniach i ich problemach w szkole.

## Obsada
- Turhan Cihan Şimşek - Metehan
- Elif Ceren Balıkçı - Merve
- Merve Hazer - Ada
- Miray Daner - Duygu
- Emir Çalıkkocaoğlu - Korcan
- Aylin Üskaya - Aslı
- Lorin Merhart - Acar
- Berkay Mercan - Tanıl
- Yağmur Yılmaz - Nisan
- Fırat Can Aydın - Sarp